# Ilhas do Lago Erie

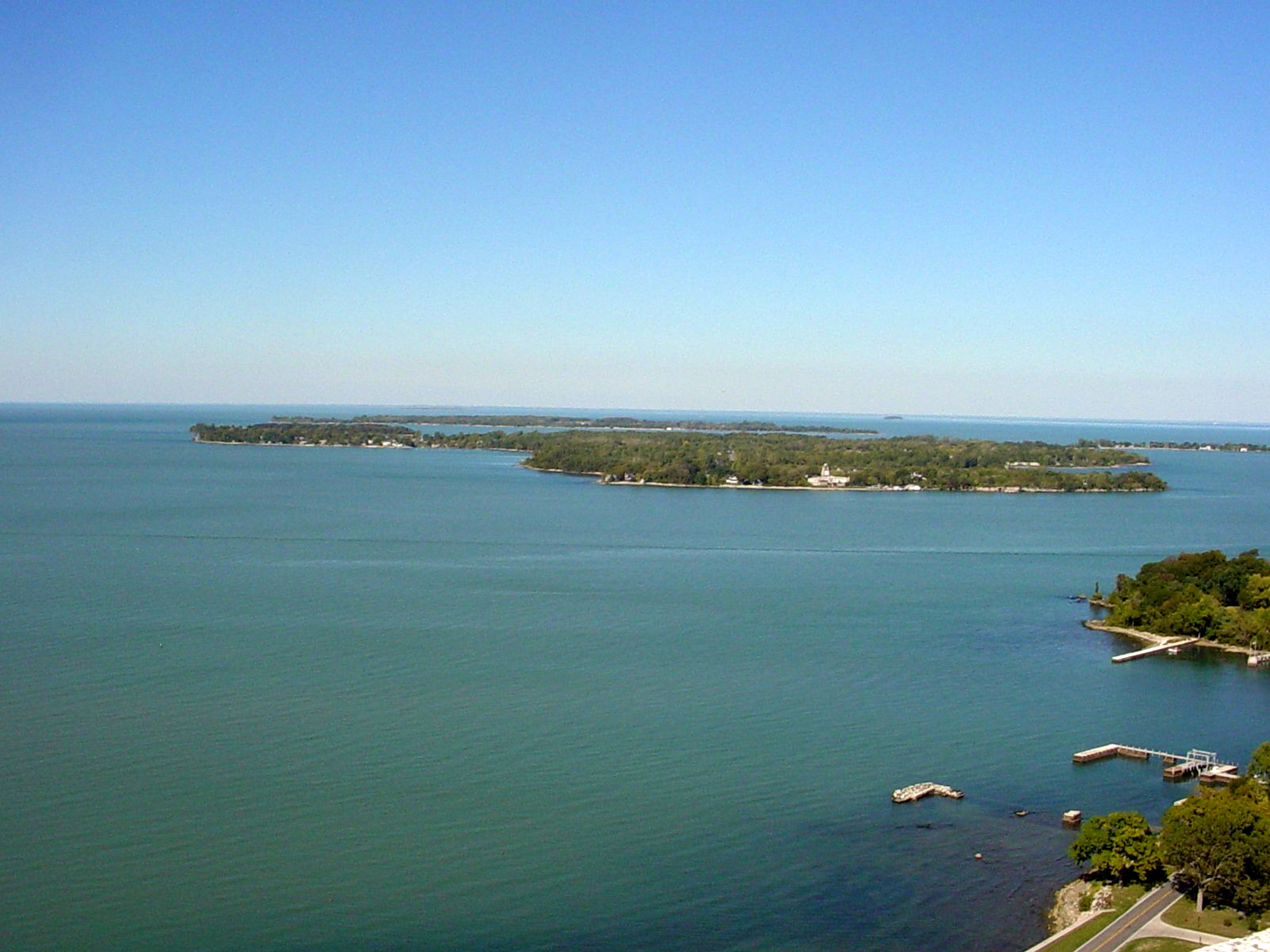
Ilhas do Lago Erie

As Ilhas do Lago Erie são uma série de ilhas localizadas no Lago Erie. Inclui a Ilha Kelleys, Ilha Pelee, as Ilhas Bass e outras. A maioria dessas ilhas estão sob o domínio do estado de Ohio, EUA. A Ilha Pelee é única ilha de grande porte administrada por Ontário, apesar de Middle Island ser o ponto meridional do Canadá. A maioria das ilhas de grande porte são também grandes pontos turísticos com balsas saindo do continente e entre algumas ilhas, há pequenos aeroportos e numerosas marinas privadas, oferecendo outro caminhos para chegar às ilhas.

## Ilhas (por tamanho)
1. Ilha Pelee (Ontário)
2. Ilha Kelleys (Ohio)
3. Ilha South Bass (Ohio)
4. Ilha Middle Bass (Ohio)
5. Ilha North Bass (Ohio)
6. Johnson's Island (Ohio)
7. Middle Island (Ontário)
8. Ilha West Sister (Ohio)
9. Ilha East Sister (Ontário)
10. Ilha Rattlesnake (Ohio)
11. Ilha Turtle (Ohio/Michigan)
12. Green Island (Ohio)
13. Sugar Island (Ohio)
14. Ilha Ballast (Ohio)
15. Ilha Mouse (Ohio)
16. Ilha Gibraltar (Ohio)
17. Indian Island (Michigan)

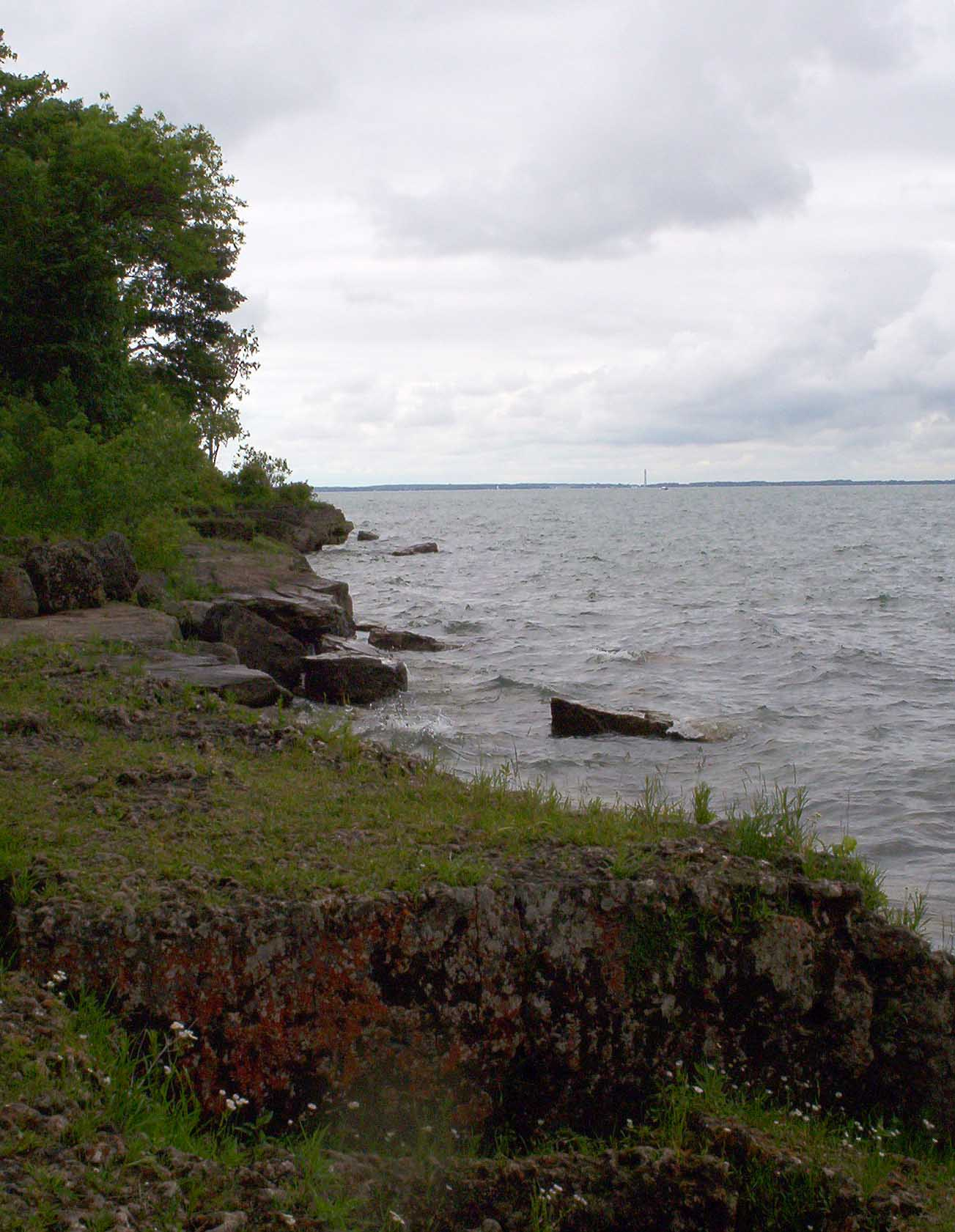
Litoral da Ilha Kelleys

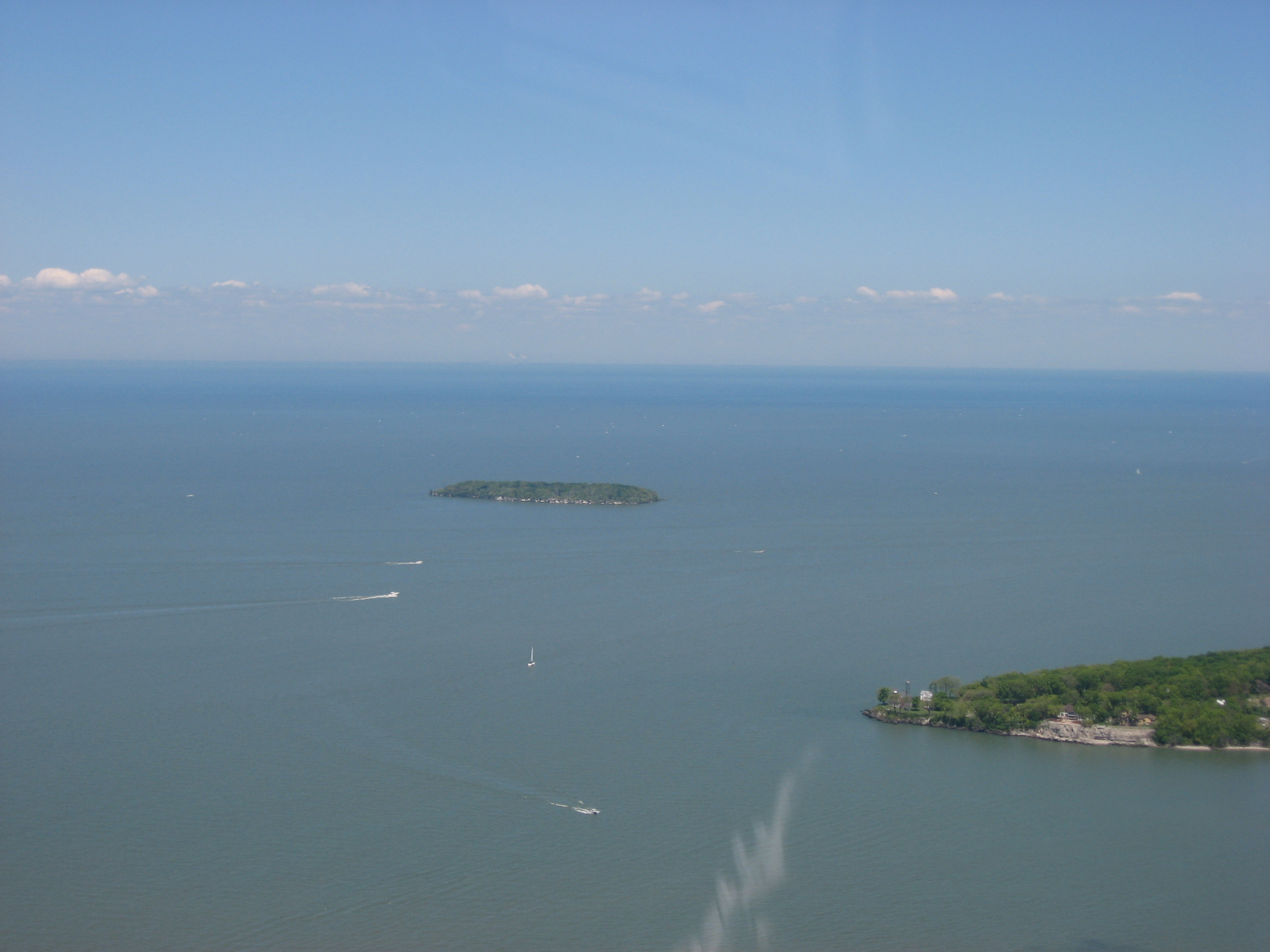
Vista aérea de Green Island, com a Ilha South Bass ao fundo

18. Ilhas Hen, possui outras três ilhas menores conhecidas como chickens (Ilha Big Chicken, Ilha Chick e Ilha Little Chicken). (Ontário)
19. Ilha Middle Sister (Ontário)
20. Ilha North Harbor (Ontário)
21. Ilha Ryerson (Ontário)
22. Second Island (Ontário)
23. Ilha Starve (Ohio)
24. Ilha Buckeye (Ohio)
25. Ilha Lost Ballast (Ohio)
26. Snow Island (Ontário)
27. Ilha Mohawk (Ontário)
28. Ilha Gull (Ohio)

## Ligações internas
- Grandes Lagos
- Lago Michigan
- Lago Ontário
- Lago Erie
- Lago Superior
- Lago Huron